# Eulecanium caryae
Eulecanium caryae är en insektsart som först beskrevs av Fitch 1857.  Eulecanium caryae ingår i släktet Eulecanium och familjen skålsköldlöss. Inga underarter finns listade i Catalogue of Life.